# CPF Building
El edificio CPF Building (en inglés: Central Provident Fund) fue un rascacielos de gran altura ubicado en el distrito financiero de Singapur. La construcción estaba enclavada en el número 79 de la calle Robinson Road, sector Shenton, en la zona llamada Tanjong. El edificio estaba cerca de otros rascacielos, como DBS Building, Robinson 77 o Capital Tower, que están a unos 100 metros de distancia.
Albergaba la antigua sede de la Junta Central del Fondo de Previsión CPF o Central Provident Fund Board (CPF).
El edificio al año 2024 ha sido reconstruido en una torre de oficinas de 29 pisos.

## Historia
El Edificio CPF fue diseñado por el Departamento de Obras Públicas y terminado en 1976. Otras empresas involucradas en el desarrollo son Lalesse Gevelliften BV (KONE Lalesse Gevelliftinstallaties) y el CPF. El edificio fue reconstruido en 2001. En noviembre de 2015, el edificio fue vendido a Ascendas Land por S $ 550 millones.

### Protestas
El 12 de agosto de 2005, una rara manifestación de cuatro personas exigiendo una mayor transparencia y rendición de cuentas en el fondo de pensiones gestionado por el Estado de Singapur y otras agencias vinculadas al gobierno. Los dos hombres y dos mujeres se reunieron a la hora del almuerzo fuera del edificio CPF en el distrito financiero, Robinson Road, Singapur. Afirmaron que no necesitaban un permiso y organizaron su protesta durante aproximadamente una hora. Sin embargo, pronto una docena de policías antidisturbios que llevaban cascos y equipo de protección de rodilla y llevando escudos y bastones los obligó a dispersarse.

## Arquitectura
El CPF Building exhibía un estilo arquitectónico Internacional. Similar en diseño al DBS Building Tower One, los materiales principales que se utilizaron en su construcción son el aluminio, el hormigón reforzado, el vidrio y el granito. Los tipos estructurales aplicaron en su desarrollo es voladizo, con un núcleo concreto.